# Nationalliga A w unihokeju mężczyzn
Nationalliga A w unihokeju mężczyzn – najwyższa klasa ligowych rozgrywek unihokeja mężczyzn w Szwajcarii. Triumfator ligi zostaje Mistrzem Szwajcarii, natomiast najsłabsza drużyna relegowana jest do Nationalliga B. Rozgrywki organizowane są od sezonu 1983/84 r. przez Szwajcarską Federację Unihokeja (niem.Schweizerischen Unihockey-Verband).

## Edycje rozgrywek 1985/2016
| Edycje         | Sezon          | mistrz                                        | wicemistrz                                    |                                               |
| Nationalliga A | Nationalliga A | Nationalliga A                                | Nationalliga A                                |                                               |
| -------------- | -------------- | --------------------------------------------- | --------------------------------------------- | --------------------------------------------- |
| I              | 1983/84        | UHC Urdorf                                    |                                               |                                               |
| II             | 1984/85        | UHT Zäziwil                                   |                                               |                                               |
| III            | 1985/86        | UHC Giants-Kloten                             |                                               |                                               |
| IV             | 1986/87        | UHT Zäziwil                                   |                                               |                                               |
| V              | 1987/88        | UHT Zäziwil                                   |                                               |                                               |
| VI             | 1988/89        | UHC Rot-Weiss Chur                            | UHC Elch Zürich                               |                                               |
| VII            | 1989/90        | UHC Rot-Weiss Chur                            |                                               |                                               |
| VIII           | 1990/91        | UHC Rot-Weiss Chur                            |                                               |                                               |
| IX             | 1991/92        | UHC Rot-Weiss Chur                            | HC Rychenberg Winterthur                      |                                               |
| X              | 1992/93        | UHC Rot-Weiss Chur                            | HC Rychenberg Winterthur                      |                                               |
| XI             | 1993/94        | UHC Rot-Weiss Chur                            | UHC Alligator Malans                          |                                               |
| XII            | 1994/95        | UHC Rot-Weiss Chur                            |                                               |                                               |
| XIII           | 1995/96        | UHC Rot-Weiss Chur                            | Torpedo Chur                                  |                                               |
| XIV            | 1996/97        | UHC Alligator Malans                          | UHC Rot-Weiss Chur                            |                                               |
| XV             | 1997/98        | UHC Rot-Weiss Chur                            | UHC Alligator Malans                          |                                               |
| XVI            | 1998/99        | UHC Alligator Malans                          | UHC Rot-Weiss Chur                            |                                               |
| XVII           | 1999/00        | UHC Rot-Weiss Chur                            | UHC Alligator Malans                          |                                               |
| XVIII          | 2000/01        | UHC Rot-Weiss Chur                            | UHC Alligator Malans                          |                                               |
| XIX            | 2001/02        | UHC Alligator Malans                          | SV Wiler-Ersigen                              |                                               |
| XX             | 2002/03        | UHC Rot-Weiss Chur                            | SV Wiler-Ersigen                              |                                               |
| XXI            | 2003/04        | SV Wiler-Ersigen                              | UHC Alligator Malans                          |                                               |
| XXII           | 2004/05        | SV Wiler-Ersigen                              | Grasshopper Club Zürich                       |                                               |
| XXIII          | 2005/06        | UHC Alligator Malans                          | SV Wiler-Ersigen                              |                                               |
| XXIV           | 2006/07        | SV Wiler-Ersigen                              | Unihockey Tigers Langnau                      |                                               |
| XXV            | 2007/08        | SV Wiler-Ersigen                              | Floorball Köniz                               |                                               |
| XXVI           | 2008/09        | SV Wiler-Ersigen                              | Unihockey Tigers Langnau                      |                                               |
| XXVII          | 2009/10        | SV Wiler-Ersigen                              | HC Rychenberg Winterthur                      |                                               |
| XXVIII         | 2010/11        | SV Wiler-Ersigen                              | UHC Alligator Malans                          |                                               |
| XXIX           | 2011/12        | SV Wiler-Ersigen                              | Grasshopper Club Zürich                       |                                               |
| XXX            | 2012/13        | UHC Alligator Malans                          | Floorball Köniz                               |                                               |
| XXXI           | 2013/14        | SV Wiler-Ersigen                              | Unihockey Tigers Langnau                      |                                               |
| XXXII          | 2014/15        | SV Wiler-Ersigen                              | UHC Alligator Malans                          |                                               |
| XXXIII         | 2015/16        | Grasshopper Club Zürich                       | Floorball Köniz                               |                                               |
| XXXIV          | 2016/17        | SV Wiler-Ersigen                              | UHC Alligator Malans                          |                                               |
| XXXIX          | 2017/18        | Floorball Köniz                               | SV Wiler-Ersigen                              |                                               |
| XXX            | 2018/19        | SV Wiler-Ersigen                              | Grasshopper Club Zürich                       |                                               |
|                | 2019/2020      | Sezon niedokończony wskutek pandemii COVID-19 | Sezon niedokończony wskutek pandemii COVID-19 | Sezon niedokończony wskutek pandemii COVID-19 |
| XXXI           | 2020/21        | Floorball Köniz                               | SV Wiler-Ersigen                              |                                               |
| XXXII          | 2021/22        | Grasshopper Club Zürich                       | SV Wiler-Ersigen                              |                                               |
| XXXIII         | 2022/23        | SV Wiler-Ersigen                              | Floorball Köniz                               |                                               |

## Bilans klubów 1985/2016
| Pozycja | Nazwa klubu             | mistrzostwo                                                                       |
| ------- | ----------------------- | --------------------------------------------------------------------------------- |
| 1.      | SV Wiler-Ersigen        | 13 (1994, 1995, 2007, 2008, 2009, 2010, 2011, 2012, 2014, 2015, 2017, 2019, 2023) |
| 2.      | UHC Rot-Weiss Chur      | 11 (1989, 1991, 1992, 1993, 1994, 1995, 1996, 1998, 2000, 2001, 2003)             |
| 3.      | UHC Alligator Malans    | 5 (1997, 1999, 2002, 2006, 2013)                                                  |
| 4.      | UHT Zäziwil             | 3 (1985, 1987, 1988)                                                              |
| 5.      | Floorball Köniz         | 2 (2018, 2021)                                                                    |
| 5.      | UHC Urdorf              | 1 (1984)                                                                          |
|         | UHC Giants-Kloten       | 1 (1986)                                                                          |
|         | Grasshopper Club Zürich | 1 (2016)                                                                          |